# سکوت (فیلم ۲۰۰۱)
سکوت (لهستانی: Cisza) فیلمی لهستانی به کارگردانی میخاو روسا است که در سال ۲۰۰۱ منتشر شد. این فیلم در جشنواره فیلم گدنیا برندهٔ جایزهٔ بهترین کارگردانی شد. کینگا پرایس نیز برندهٔ جایزهٔ بهترین بازیگر زن در جشنواره فیلم گدنیا و جوایز فیلم لهستان ۲۰۲۲ شد. این فیلم درونمایهٔ مذهبی دارد و قرار بود نخستین فیلم از یک مجموعۀ هشتگانه دربارهٔ تاریخ ۲۰ سالِ پیشینِ لهستان باشد.

## گزیدهٔ بازیگران
- کینگا پرایس
- بارتوش اوپانیا
- ایلونا اوستروفسکا
- یولانتا فراشینسکا
- سیلویا یوشچاک-کراوچیک
- ماندارینا
- ماگدالنا کوتا
- بئاتا اُلگا کووالسکا